# صبغ سريع الزوال
الأصباغ سريعة الزوال Fugitive pigment هي أصباغ غير ثابتة تفتح وتغمق أو على نحو مختلف مع الوقت تتغير في المظهر او الحالة الفيزيائية عندما تتعرض لظروف بيئية مثل الضوء أو درجة الحرارة أو الرطوبة أو التلوث.توجد أصباغ سريعة الزوال في أنواع الطلاء أو أقلام التحديد والأحبار والى أخره. تستخدم للتطبيقات المؤقتة.
الأحبار المتسربة يتم غسلها عند نقعها في الماء تستخدم أحيانآ بشكل متعمد لمنع ازالة الطوابع البريدية من الأغلفة عن طريق النقع واعادة استخدامها.  في حيث أن الأصباغ النفاذية عادة للرسومات.الرساميين عملوا كليآ أو جزئيآ مع الأصباغ المتسربة لعدد من الأسباب توافر الأصباغ. وتكلفتها , كونهم أكثر اهتمامآ بظهور الألوان المتوفرة فقط مع الأصباغ سريعة الزوال أكثر من الدائمة , نقص المعرفة في ما يتعلق بتلف الأصباغ أو الرغبة في تغيير مظهر اللوحة بمرور الوقت.

## انظر ايضا
حبر سري